# کمند امیرسلیمانی
کمند امیرسلیمانی (زاده ۱۶ خرداد ۱۳۵۲) بازیگر سینما، تئاتر و تلویزیون اهل ایران است.

## زندگی
کمند امیرسلیمانی ۱۶ خردادِ ۱۳۵۲ در تهران متولد شد. وی فارغ‌التحصیل بازیگری و کارگردانی تئاتر از دانشگاه آزاد اسلامی در سال ۱۳۷۶ است. بازی در نمایش «سنجاب‌ها» در سن ۷ سالگی نخستین فعالیت او در عرصهٔ تئاتر به حساب می‌آید. امیرسلیمانی در سال ۱۳۶۰ به تلویزیون آمد و در سال ۱۳۶۵ در فیلم سینمایی «ترنج» به هنرنمایی پرداخت. وی همچنین دختر سعید امیرسلیمانی و خواهر سپند امیرسلیمانی از بازیگران سینما است.

## گزیدهٔ آثار

### سینمایی
- خرچنگ (۱۴۰۲)
- کوکتل مولوتوف (۱۴۰۲)
- دو روز دیرتر (۱۴۰۲)
- عروس خیابان فرشته (۱۳۹۹)
- پاستاریونی (۱۳۹۷)
- شیرین (۱۳۸۷)
- مظفرنامه (۱۳۸۶)
- شبانه (۱۳۸۳)
- شیدا (۱۳۷۷)
- قرمز (۱۳۷۷)
- قاعده بازی (۱۳۷۶)
- هفت سنگ (۱۳۷۶)
- مهریه بی‌بی (۱۳۷۳)
- پاییز بلند (۱۳۷۲)
- راز خنجر (۱۳۷۱)
- چون ابر در بهاران (۱۳۶۹)
- در آرزوی ازدواج (۱۳۶۹)
- دخترک کنار مرداب (۱۳۶۸)
- سفر عشق (۱۳۶۷)
- با من از فردا بگو (۱۳۶۶)
- ترنج (۱۳۶۵)

### فیلم تلویریونی[نیازمند منبع]
- ایکس‌ری (۱۳۹۸)
- جوان ماندگان (۱۳۹۴)
- رستم و سهراب (۱۳۹۲)
- جایزه برای بازنده‌ها (۱۳۹۱)
- دروازهٔ روی هشت (۱۳۹۱)
- بابای من خوانندس (۱۳۹۰)
- شماره‌های انتظار (۱۳۹۰)
- شاید دوست شاید دشمن (۱۳۸۷)
- اگر تو نبود (۱۳۸۵)
- یکی بود یکی نبود (۱۳۸۸)
- پدرسالار (۱۳۷۲)[۲]

### مجموعه تلویزیونی
| سال  | مجموعه تلویزیونی             | کارگردان                   | توضیحات                            |
| ۱۳۵۹ | تله‌تئاتر «سنجاب‌ها»           | محمود ابراهیم‌زاده          |                                    |
| ۱۳۶۲ | بچه‌ها بیدار، بچه‌ها هوشیار    | مرضیه برومند               | شبکه ۱ گروه کودک و نوجوان          |
| ۱۳۶۲ | مخمصه                        | فرهاد مجدآبادی             | شبکه ۱پخش در نوروز ۱۳۶۳            |
| ۱۳۶۳ | سواد آموزی                   | جواد انصافی                | شبکه ۱گروه کودک و نوجوان           |
| ۱۳۷۲ | پدرسالار                     | اکبر خواجویی               | شبکه ۲                             |
| ۱۳۷۳ | همسران                       | بیژن بیرنگ، مسعود رسام     | شبکه ۲                             |
| ۱۳۷۴ | عیاران                       | کاظم بلوچی                 | شبکه ۲                             |
| ۱۳۷۶ | دردسر بزرگ                   | علی عبدالعلی‌زاده           | شبکه ۲پخش در نوروز ۷۷              |
| ۱۳۷۶ | برگبار                       | اکبر خواجویی               | شبکه ۳                             |
| ۱۳۷۷ | هفت سنگ                      | عبدالرضا نواب صفوی         | شبکه ۲                             |
| ۱۳۷۷ | بگذار آفتاب برآید            | حسین مختاری                | شبکه ۳                             |
| ۱۳۷۹ | همسایه‌ها                     | محمدحسین لطیفی             | شبکه ۳                             |
| ۱۳۸۱ | فرمان                        | مسعود رشیدی                | شبکه ۲                             |
| ۱۳۸۲ | داوطلب                       | مسعود تکاور                | شبکه ۱                             |
| ۱۳۸۲ | مشق عشق                      | بهرام بهرامیان             | شبکه ۱                             |
| ۱۳۸۳ | رسم شیدایی                   | اکبر خواجویی               | شبکه ۲                             |
| ۱۳۸۵ | بی مقدمه                     | افشین اربابی               | شبکه ۲                             |
| ۱۳۸۶ | ساعت شنی                     | بهرام بهرامیان             | شبکه ۱                             |
| ۱۳۸۷ | ماه عسل                      | شاهد احمدلو                | شبکه ۲پخش در نوروز ۸۸              |
| ۱۳۸۸ | دفترخانه شماره ۱۳            | سید وحید حسینی             | شبکه ۱                             |
| ۱۳۸۹ | تبریز در مه                  | محمدرضا ورزی               | شبکه ۱                             |
| ۱۳۸۹ | ملکوت                        | محمدرضا آهنج               | شبکه ۲پخش در ماه رمضان             |
| ۱۳۸۹ | هوش سیاه                     | مسعود آب‌پرور               | شبکه ۳                             |
| ۱۳۹۰ | توطئه فامیلی                 | رامبد جوان                 | شبکه ۱                             |
| ۱۳۹۱ | دزد و پلیس                   | سعید آقاخانی               | شبکه ۳                             |
| ۱۳۹۲ | هوش سیاه ۲                   | مسعود آب‌پرور               | شبکه ۳                             |
| ۱۳۹۲ | بی‌قرار (فصل اول)             | فلورا سام                  | شبکه ۱                             |
| ۱۳۹۳ | بی‌قرار (فصل دوم)             | فلورا سام                  | شبکه ۲پخش در سال ۱۳۹۷              |
| ۱۳۹۳ | فاخته                        | محمود معظمی                | شبکه ۲پخش در ماه رمضان             |
| ۱۳۹۴ | شاید برای شما هم اتفاق بیفتد | محمود معظمی                | شبکه ۵ اپیزود «جایزه ای برای قدرت» |
| ۱۳۹۴ | معمای شاه                    | محمدرضا ورزی               | شبکه ۱                             |
| ۱۳۹۴ | شیوع                         | محمود معظمی                | شبکه ۱                             |
| ۱۳۹۵ | پریا                         | حسین سهیلی‌زاده             | شبکه ۳                             |
| ۱۳۹۶ | سایه‌بان                      | برادران محمودی             | شبکه ۲                             |
| ۱۳۹۶ | هاتف                         | داریوش یاری                | شبکه ۲                             |
| ۱۳۹۶ | نوار زرد                     | پوریا آذربایجانی           | شبکه ۲                             |
| ۱۳۹۶ | در جستجوی آرامش              | سعید سلطانی                | شبکه ۵                             |
| ۱۳۹۶ | سارق روح                     | احمد معظمی                 | شبکه ۵                             |
| ۱۳۹۷ | هیئت مدیره                   | مازیار میری                | شبکه ۵                             |
| ۱۳۹۷ | ایراندخت                     | محمدرضا ورزی               | شبکه ۱                             |
| ۱۳۹۸ | دل‌دار                        | جمشید محمودی و نوید محمودی | شبکه ۲                             |
| ۱۳۹۸ | گاندو                        | جواد افشار                 | شبکه ۳                             |
| ۱۳۹۸ | ستایش ۳                      | سعید سلطانی                | شبکه ۳                             |
| ۱۳۹۹ | بچه محل                      | احمد درویشعلی پور          | شبکه ۲                             |
| ۱۳۹۹ | آخر خط                       | علی مسعودی                 | شبکه ۳                             |
| ۱۴۰۰ | هم بازی                      | سروش محمدزاده              | شبکه ۲                             |
| ۱۴۰۰ | کلبه عمو پورنگ               | احمد درویشعلی پور          | شبکه ۲                             |
| ۱۴۰۱ | بی همگان                     | بهرنگ توفیقی، اصغر هاشمی   | شبکه ۳                             |
| ۱۴۰۲ | محرمانه                      | محمود معظمی                | شبکه ۳                             |
| ۱۴۰۲ | چرخ گردون                    | جواد مزدآبادی              | شبکه ۲                             |
| ۱۴۰۳ | هشت پا                       | احمد معظمی                 | شبکه ۱                             |
| ۱۴۰۳ | چرخ گردون۲                   | جواد مزدآبادی              | شبکه ۲                             |
| ۱۴۰۳ | مرهم                         | محمدرضا آهنج               | شبکه ۲                             |
| ۱۴۰۴ | ناریا                        | جوادافشار                  | شبکه ۱                             |

### شبکه نمایش خانگی
| سال  | عنوان       | کارگردان         |
| ---- | ----------- | ---------------- |
| ۱۳۹۱ | ویلای من    | مهران مدیری      |
| ۱۳۹۲ | شوخی کردم   | مهران مدیری      |
| ۱۳۹۷ | گلشیفته     | بهروز شعیبی      |
| ۱۴۰۰ | مردم معمولی | رامبد جوان       |
| ۱۴۰۱ | شب‌های مافیا | سعید ابوطالب     |
| ۱۴۰۱ | پدرخوانده   | سعید ابوطالب     |
| ۱۴۰۲ | ناتو        | مهدی صفی یاری    |
| ۱۴۰۲ | تی‌ان‌تی      | حامد آهنگی       |
| ۱۴۰۲ | چیدمانه     | سید جواد هاشمی   |
| ۱۴۰۳ | لالایی      | احمد درویش‌علی‌پور |